# Walkabout (novela)
Walkabout es una novela escrita por James Vance Marshall y publicada por primera vez en 1959. Trata acerca del viaje emprendido a través de la zona interior de Australia por dos niños estadounidenses perdidos junto a un aborigen australiano que se encontraba realizando su rito de paso a la madurez, el cual se llama justamente Walkabout y dura varios meses.
Se realizó una película llamada igual en 1971, la cual estuvo basada en esta novela pero se desvió en algunas partes del argumento original; principalmente en cuanto al motivo por el cual los chicos quedaron en medio del desierto.

## Argumento
La historia inicia cuando dos hermanos estadounidenses resultan los únicos sobrevivientes de un vuelo que se estrella en la zona interior de Australia, dejándolos a su suerte en una tierra desconocida, prácticamente en "medio de la nada". Los chicos se hallaban de viaje para visitar a su tío que reside en Adelaida, una ciudad al sur del país; y a cientos de kilómetros del lugar en que caen.
Así, Peter de ocho años y Mary de trece años, niños que sólo lo conocen la vida urbana y ni siquiera son australianos, deben buscar la forma de sobrevivir en medio del desierto, en donde escasean el agua y la comida. Mientras, conocen a nuevas especies de animales y de plantas, en su mayoría exóticos para ellos. 
La hermana mayor trata inicialmente de ocultar al pequeño que no sabe dónde se encuentran ni a qué distancia de su destino, sin embargo como aprendió que el sol sale por el este, puede emprender viaje con rumbo al sur.
En su travesía se encuentran con un aborigen australiano de aproximadamente dieciséis años, quien se hallaba realizando su rito de paso a la madurez, durante el cual debe vivir solo por seis meses en el agreste interior australiano. El aborigen llega justo en el momento en que ellos empezaban a tener graves problemas por su falta de conocimientos acerca del ambiente, en especial para conseguir comida y agua; por lo que se convierte en una ayuda vital.
A pesar de no hablar el mismo idioma, el adolescente australiano con gentileza y paciencia los acompañará y enseñará a sobrevivir en el inhóspito lugar. Luego, juntos los tres chicos emprenderán el largo viaje por la deshabitada y difícil zona interior australiana, hasta que los estadounidenses puedan tomar contacto con la civilización occidental.
Al final de la novela, se verá una particular tragedia inesperada.
El libro es una buena oportunidad para reflexionar acerca de temas como: el choque de culturas, la vida en contacto con la naturaleza, la dignidad del ser humano frente a la discriminación, el deseo de sobrevivir, y la condición humana. Así mismo, por su sencillez, y por la descripción del medio australiano (incluyendo plantas, animales y ambientes), es a menudo utilizado como material para el aprendizaje del idioma inglés.